# 바르바라 론치
바르바라 론치(Barbara Ronchi, 1982년 6월 22일 ~ )는 이탈리아의 배우이다. 2023년 다비드 디 도나텔로상 여우주연상 수상자이다.